# 163
El año 163 (CLXIII) fue un año común comenzado en viernes del calendario juliano, en vigor en aquella fecha.
En el Imperio romano el año fue nombrado el del consulado de Leliano y Pastor, o menos frecuentemente, como el 916 ab urbe condita, siendo su denominación como 163 a principios de la Edad Media, al establecerse el anno Domini.

## Acontecimientos
- M. Estacio Prisco reconquista Armenia; Artaxata es arruinada.

## Nacimientos
- Artabán IV, rey de los partos.